# ビデ

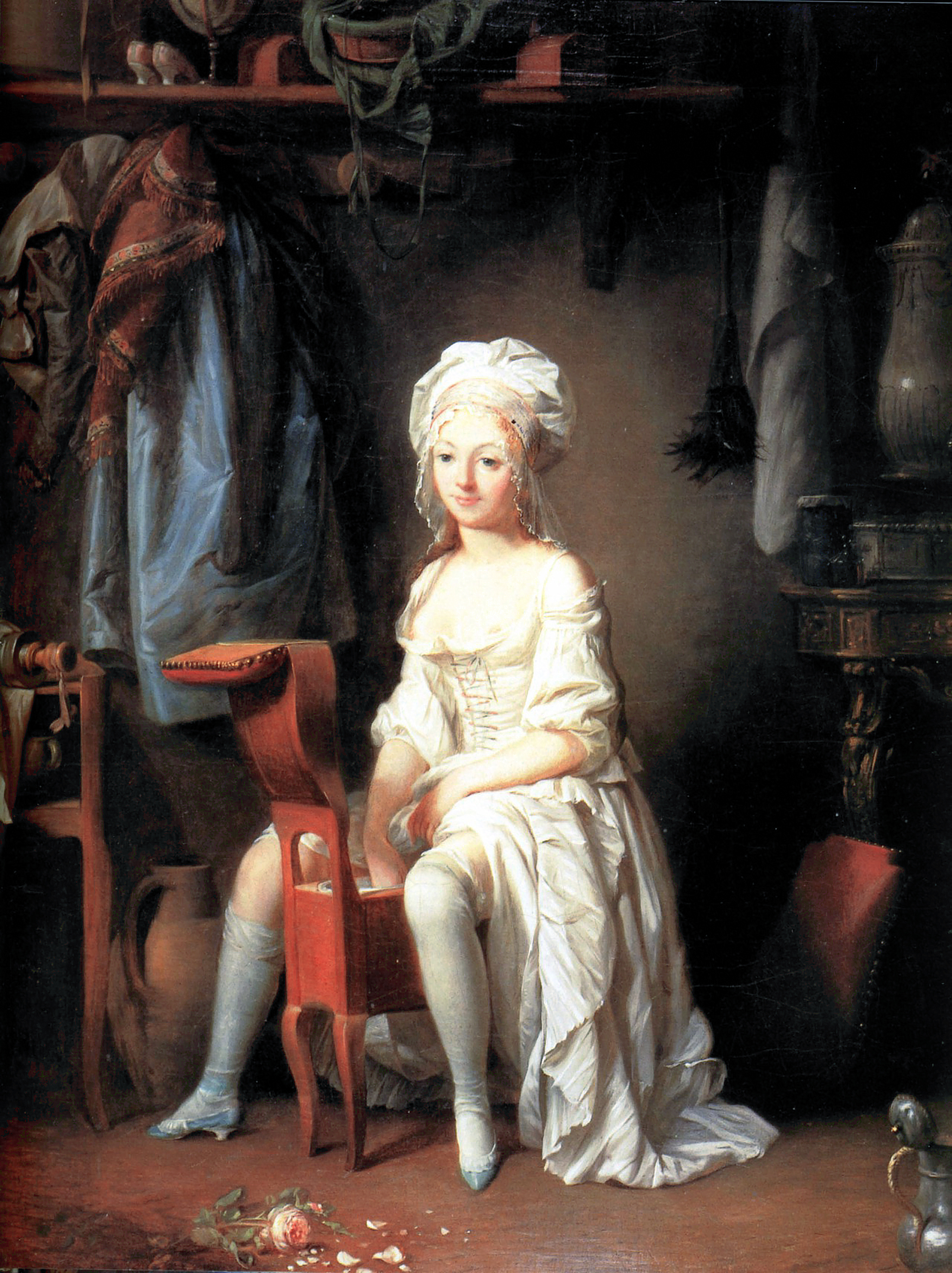
18世紀の移動式椅子型ビデ「トワレット・アンティーム 花びらの散った薔薇」ルイ＝レオポルド・ボワイー画

ビデ（仏: bidet）は、足を含めた下半身やモップなどを洗浄するための器具。南欧、特にイタリア、スペイン、ポルトガル、ギリシャ、マルタ、クロアチア、キプロス、アルバニアの一般家庭のバスルームにはシャワー、便器と並んで必ず設置してあり、日常生活において必須の設備といわれている。

## 歴史
ビデは、17世紀にフランスの家具屋によって作られ始めたと考えられている。初期のものは、木製で椅子のような構造で移動式で寝室などに置かれた。住居に上下水道が引かれるようになってからはバスルームに固定式のものが設置されるようになった。
洋式便器を使う時とは逆向きにまたがり使用する。この使用法と形状から、フランス語で「子馬」を意味するビデという名称が付いた。
ビデは17世紀頃からイタリアで普及が始まり南欧に広まっていった。特にイタリア・スペイン・ポルトガルでは1975年にビデの設置が義務付けられ、現在では高い普及率となっている。南欧周辺国でも普及しておりフランスやドイツ、東欧諸国さらには南米でもかなり普及している。また同じ洗浄用途でビデ・シャワー（en:Bidet shower）が設置されている場合もある。これは東南アジアからインド、イスラム圏で多く見られ、北欧フィンランドやエストニアでも使われている。

## 形状
洋式便器の便座と蓋を省いたような形状をしている。
水（及び湯）をためて手で肛門や性器を洗浄する種類と、上向きの水栓が付いていてそこから水（または湯）が出て直接洗浄する種類がある。

## 避妊
女性器を洗うため、避妊の目的もあると誤認される場合もあるが、避妊の効果はまったくない。

## 日本での広まり
日本でビデが広まったのは温水洗浄便座が普及した1980年代以降である。それまでにも幾つかのシティホテルは浴室等に設置していたが、多くの日本人は本来の用途が分からないため、風呂上がりに口をすすいだり、小便用の便器であると勘違いしたりしていたので、当時のホテル専門誌や案内本等では注意を呼びかけていた。
漫画『こちら葛飾区亀有公園前派出所』においても、両津勘吉と大原部長がイタリア旅行した際、両津がホテルのビデを噴水型顔洗い機と間違え、顔を洗うというエピソードがある。

### 温水洗浄便座
現在、広く使われるようになっている洗浄器付きの便座には、ビデという名前の洗浄機能が付いているものも多い（INAXなど一部メーカーでは「チャーム」という名称だったことがある）。しかし、これは本来のビデとは主目的が異なり、小使用後の女性器の洗浄を行う機能である。もちろん、本来の目的にも使用できるが、外性器の洗浄のみで、内性器の洗浄まで行うのは、形状からして困難とされる。TOTOやLIXILなどのメーカーでは、生理時などに局部周辺の汚れを洗浄する機能としてつけられている。

## 歴史的背景
スイスやフランス等西欧で、風呂、トイレや水道設備がまだ普及していないころに、排便後の肛門や、排尿や性交後の性器を清潔に保つために女性と男性によって使用されたものである。風呂や便器が進歩した現在でも、並べてビデも設置しているホテル等もある。また、便所を共同とする宿屋でも、ビデだけは各部屋に設置している場合もある。

## 携帯器
膣内部の洗浄用に携帯用ビデも市販されている。

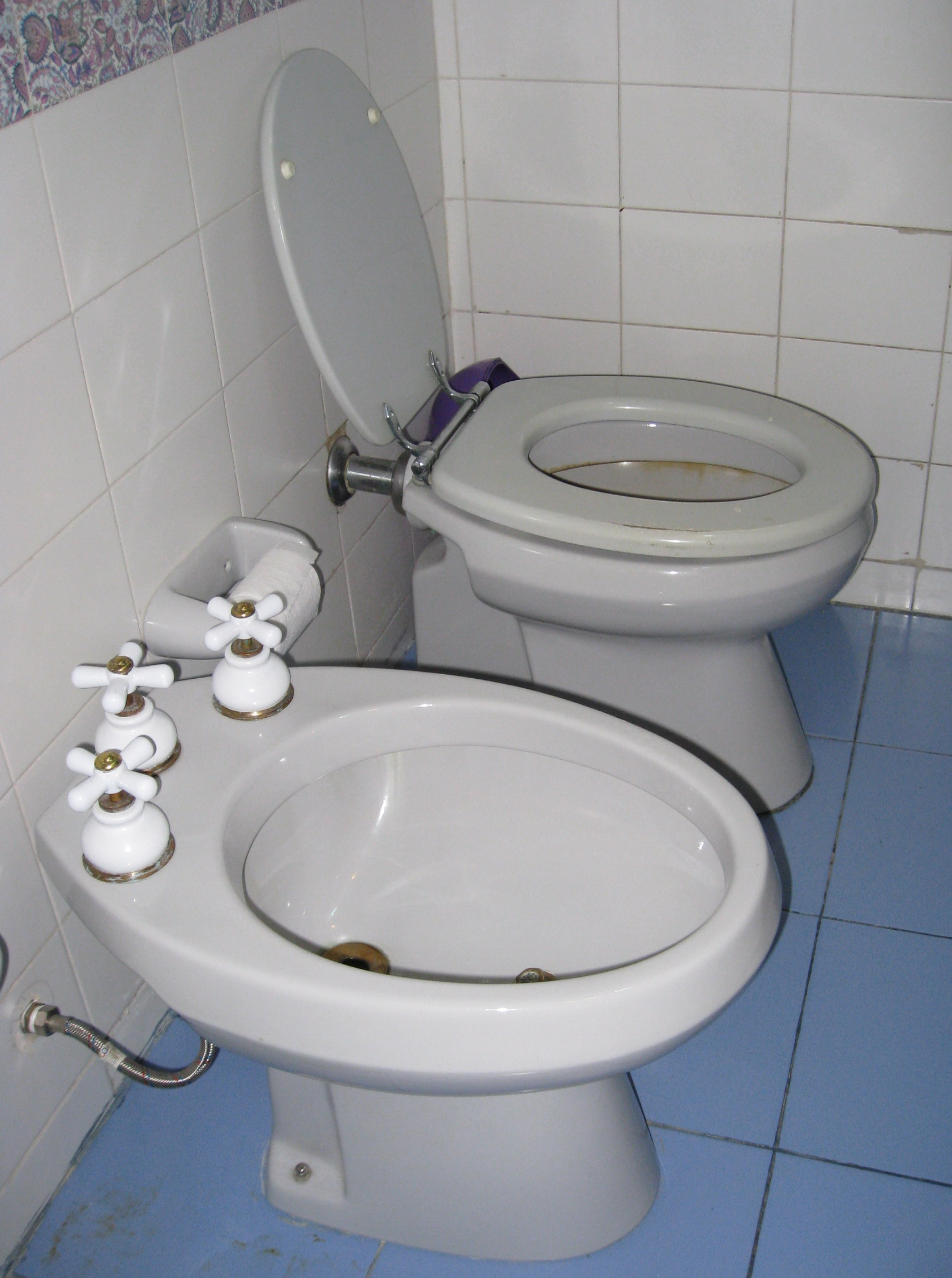
ビデ（手前）、奥は便器
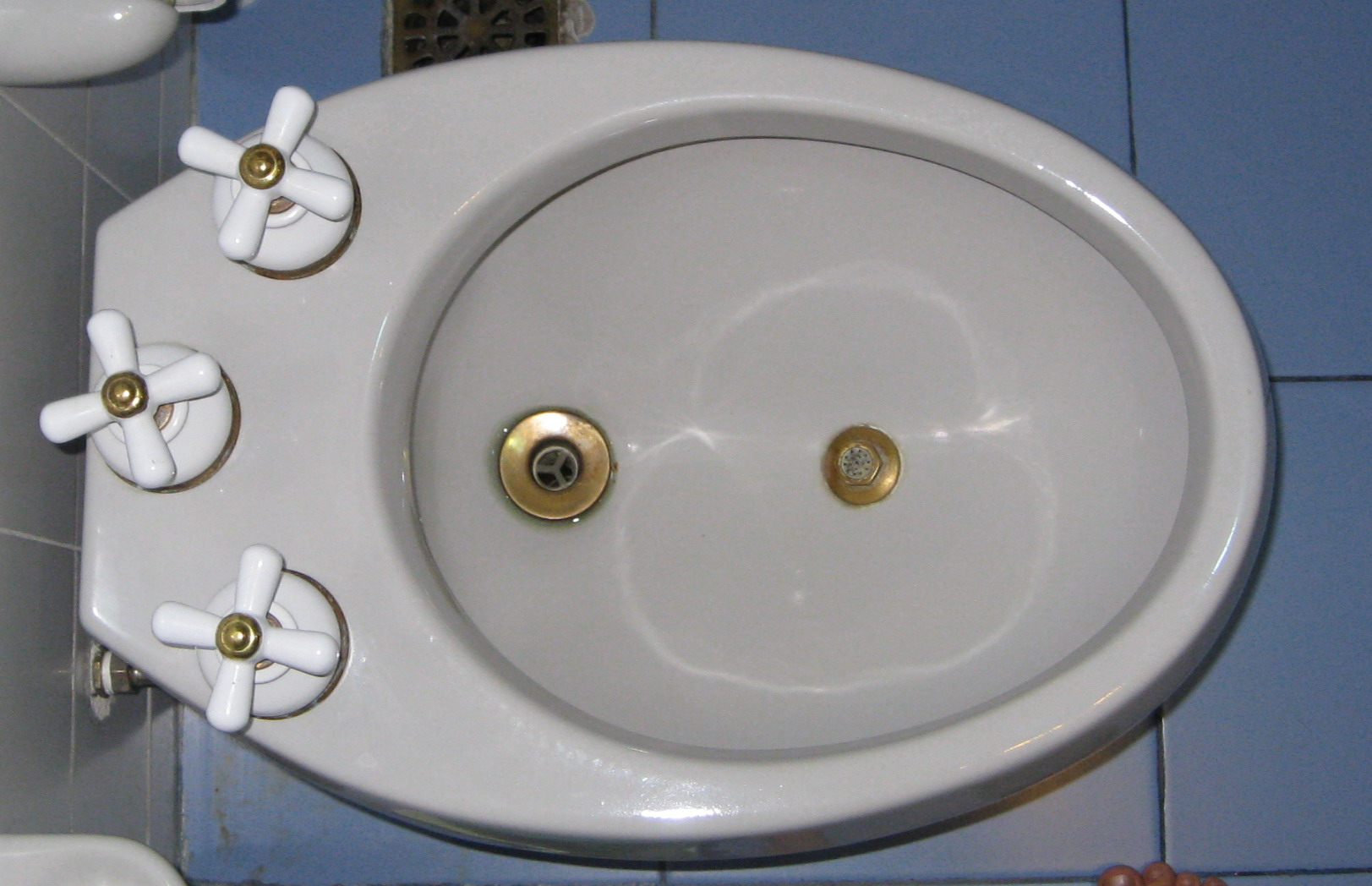
上からみたビデ
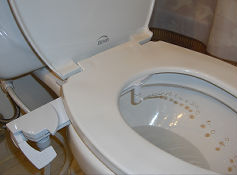
アドオンビデ
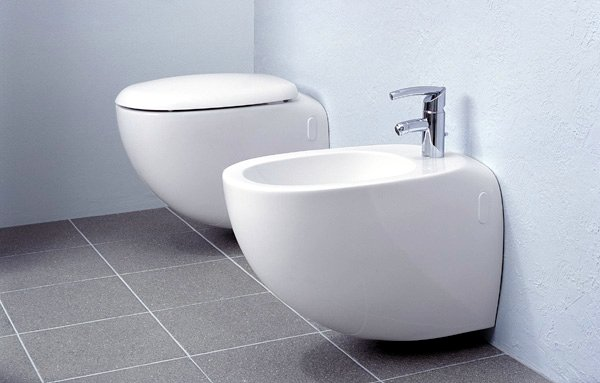
現代のビデ